# Petr Skarke
Petr Skarke (* 23. März 1943 in Prag; † 15. April 1999 ebenda) war ein tschechischer Schauspieler.

## Leben
Skarke wuchs teilweise im Riesengebirge, wo seine Eltern ein Gastgewerbe führten, und bei seinen Großeltern in Brünn auf. Nach dem Abitur arbeitete er zunächst in einem Ingenieurbüro in Brünn, immatrikulierte sich jedoch dann, trotz des Widerstands seiner Eltern, an der Akademie für Darstellende Künste in Prag. Er hatte Engagements als Theaterschauspieler an den Stadttheatern von Uherské Hradiště (1962–1963), Příbram (1963–1965), Liberec (1965–1967), Pardubice (1967–1969), Český Těšín (1969–1970) und in Ústí nad Labem (1970).  
In dem Kurzfilm Hadrníčci stand er 1962 das erste Mal vor der Filmkamera. Eine erste größere Rolle hatte er 1969 in dem Psychodrama Zabitá nedele. Ab Anfang der 1970er arbeitete Skarke ausschließlich für den Film und das Fernsehen, wurde jedoch meist nur in Nebenrollen eingesetzt. 1971 spielte er die Rolle eines Beraters in dem Märchenfilm Prinz Bajaja. Eine größere Rolle hatte er 1971 als Soldat Jan in dem Filmdrama Velikonoční dovolená. 1975 übernahm er in der Opernverfilmung Die verkaufte Braut die Schauspielrolle des tölpischen Bauernsohns Wenzel (Jenik). 
In den 1970er Jahren war er häufig in Produktion der DEFA und des Fernsehens der DDR zu sehen. Häufig übernahm er dabei kleinere Rollen in Märchenfilmen. 1973 spielte er unter der Regie von Ralf Kirsten die Rolle des Köhlers in einer Verfilmung des Romans Die Elixiere des Teufels von E. T. A. Hoffmann in einer Koproduktion des Fernsehens der DDR und des tschechoslowakischen Fernsehens. 1975 war er im dritten Teil des mehrteiligen ZDF-Fernsehfilms Des Christoffel von Grimmelshausen abenteuerlicher Simplicissimus von Fritz Umgelter zu sehen. Er spielte 1979 auch in der Fernsehserie Die Märchenbraut. Ebenso verkörperte er den Charakter Hartl in der DDR-Krimiserie Gefährliche Fahndung (1978).
Er wirkte Anfang der 1990er Jahre in Nebenrollen auch in dem Vilsmaier-Kinofilm Stalingrad (1993), in der Literaturverfilmung Der Prozeß und in Kaspar Hauser mit.  

## Filmografie
- 1969: Zabitá neděle
- 1971: Prinz Bajaja (Princ Bajaja)
- 1972: Geschichten um Schneewittchen (O Sněhurce)
- 1973: Die Hosen des Ritters von Bredow
- 1973: Die Elixiere des Teufels
- 1974: Wie füttert man einen Esel
- 1974: Am Steuer der Feind (Za volantem nepřítel)
- 1975: Des Christoffel von Grimmelshausen abenteuerlicher Simplicissimus – Regie: Fritz Umgelter
- 1975: Die verkaufte Braut (Opernverfilmung)
- 1977: Goldene Zeiten – feine Leute (TV)
- 1978: Pan Tau – Alarm in den Wolken
- 1978: Gefährliche Fahndung (Fernsehserie)
- 1979: Des Drachens grauer Atem (TV)
- 1979: Die Märchenbraut
- 1980: Archiv des Todes (Fernsehserie)
- 1980: Der Spiegel des großen Magus
- 1980: Die Schmuggler von Rajgrod
- 1981: Der Dicke und ich
- 1982: Der lange Ritt zur Schule
- 1984: Front ohne Gnade (Fernsehserie)
- 1984: Die schöne Wilhelmine (Fernsehserie)
- 1985: Das Tier II (Howling II: Stirba – Werewolf Bitch)
- 1988: Die Geschichte von der Gänseprinzessin und ihrem treuen Pferd Falada
- 1988: Der Eisenhans
- 1990: Die Sprungdeckeluhr
- 1991: Der Fall Ö.
- 1993: Stalingrad
- 1993: Der Prozeß (The Trial)
- 1993: Kaspar Hauser